# Xiphidiopsis monstrosa
Xiphidiopsis monstrosa är en insektsart som beskrevs av Heinrich Hugo Karny 1924. Xiphidiopsis monstrosa ingår i släktet Xiphidiopsis och familjen vårtbitare. Inga underarter finns listade i Catalogue of Life.